# Bitry, Nièvre
Bitry este o comună în departamentul Nièvre din centrul Franței. În 2009 avea o populație de 317 de locuitori.

## Evoluția populației
| An        | 1975 | 1982 | 1990 | 1999 | 2006 | 2009 |
| --------- | ---- | ---- | ---- | ---- | ---- | ---- |
| Populație | 392  | 335  | 305  | 312  | 319  | 317  |